# Placoptila abnormalis
Placoptila abnormalis är en fjärilsart som beskrevs av Walsingham 1897. Placoptila abnormalis ingår i släktet Placoptila och familjen signalmalar. Inga underarter finns listade i Catalogue of Life.